# Хоменко, Виктор Кириллович
Виктор Кириллович Хоменко (Витя Хоменко) (12 сентября 1926, Кременчуг — 5 декабря 1942, Николаев) — пионер-герой, участник антифашистского подполья «Николаевский центр» в Николаеве в годы Великой Отечественной войны.

## Биография
Родился 12 сентября 1926 года в Кременчуге.
Во время оккупации Николаева немецкими войсками, устроился официантом в столовую. Благодаря хорошему знанию немецкого языка, подслушивал разговоры офицеров, собирая важные сведения. Позже, став посыльным при штабе, давал возможность ознакомиться с секретными документами подпольщикам. Вместе со своим другом Шурой Кобером пересёк линию фронта для установления связи со штабом партизанского движения. Вернувшись в Николаев, мальчики доставили подпольщикам радиопередатчик, взрывчатку, оружие.
24 ноября 1942 года был арестован гестаповцами и 5 декабря казнён через повешение.
В 1965 году награждён Орденом Отечественной войны первой степени (посмертно).

## Память

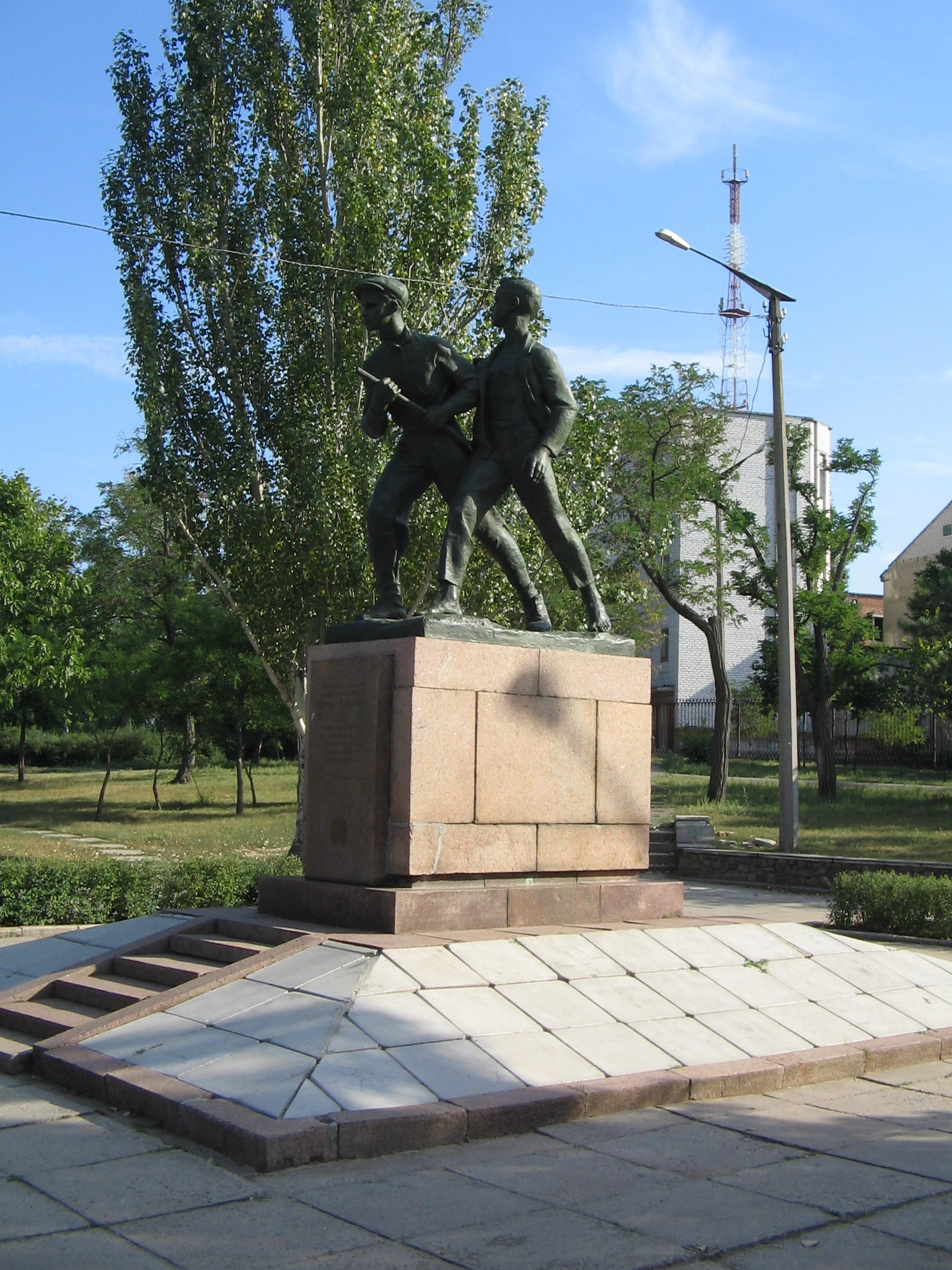
Памятник Саше Коберу и Вите Хоменко в Николаеве

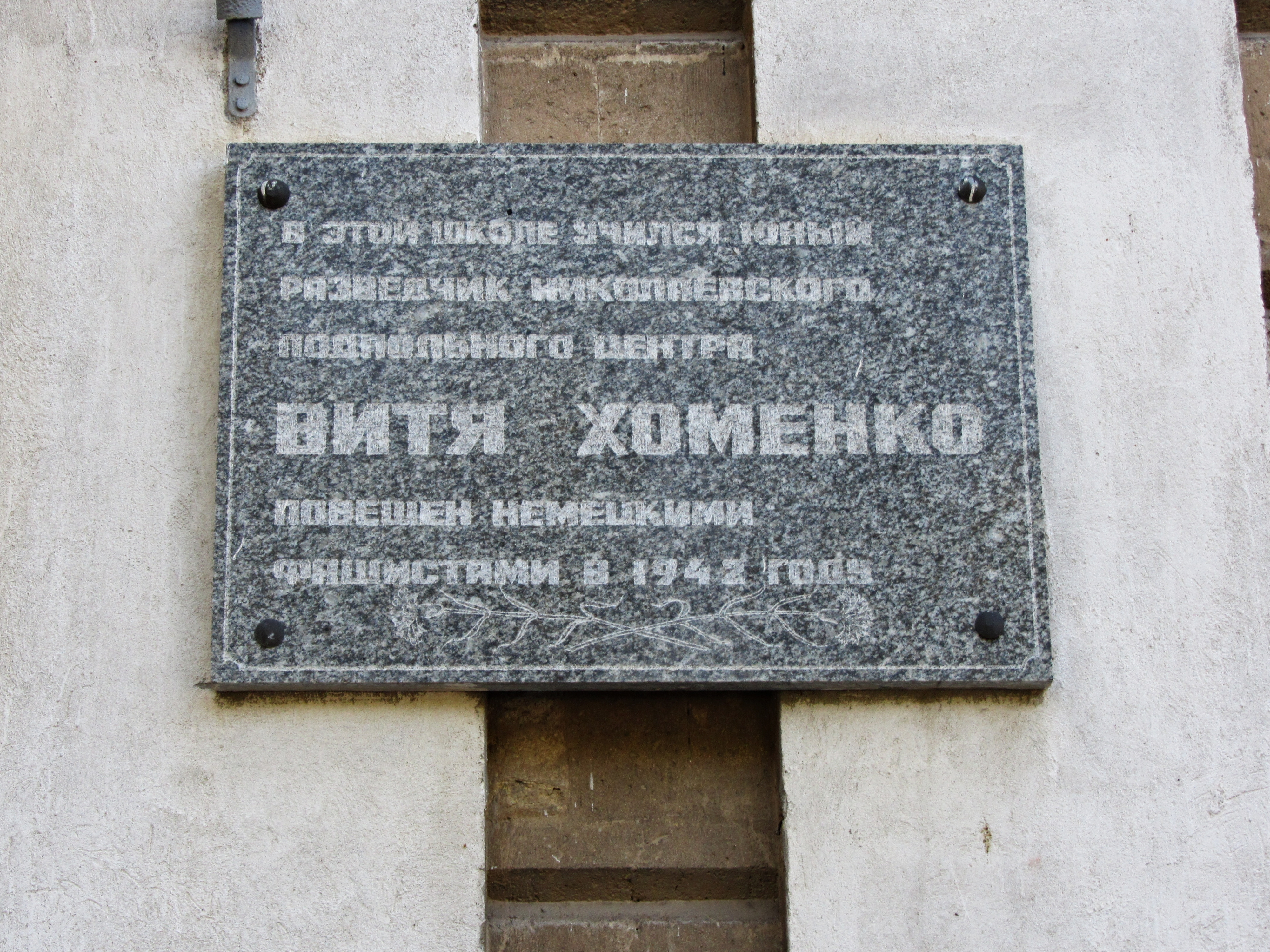
Памятная доска Вите Хоменко на здании школы, где он учился

- Именем Вити Хоменко названо двенадцать школ, в том числе и школа, в которой он учился.
- В Николаеве в Пионерском сквере Вите Хоменко и Шуре Коберу поставлен памятник, построенный на средства, собранные школьниками Украины[2]. Он находится рядом со школой № 22.
- Именами Вити Хоменко и Шуры Кобера названы улицы Николаева и Одессы[3], библиотека[4][5].